# Пьетракателла
Пьетракателла (итал. Pietracatella) —  коммуна в Италии, располагается в регионе Молизе, в провинции Кампобассо.
Население составляет 1600 человек (2008 г.), плотность населения составляет 32 чел./км². Занимает площадь 50 км². Почтовый индекс — 86040. Телефонный код — 0874.
Покровителем коммуны почитается святой Донат, празднование 7 августа.

## Демография
Динамика населения:

## Администрация коммуны
- Официальный сайт: